# Città intelligente

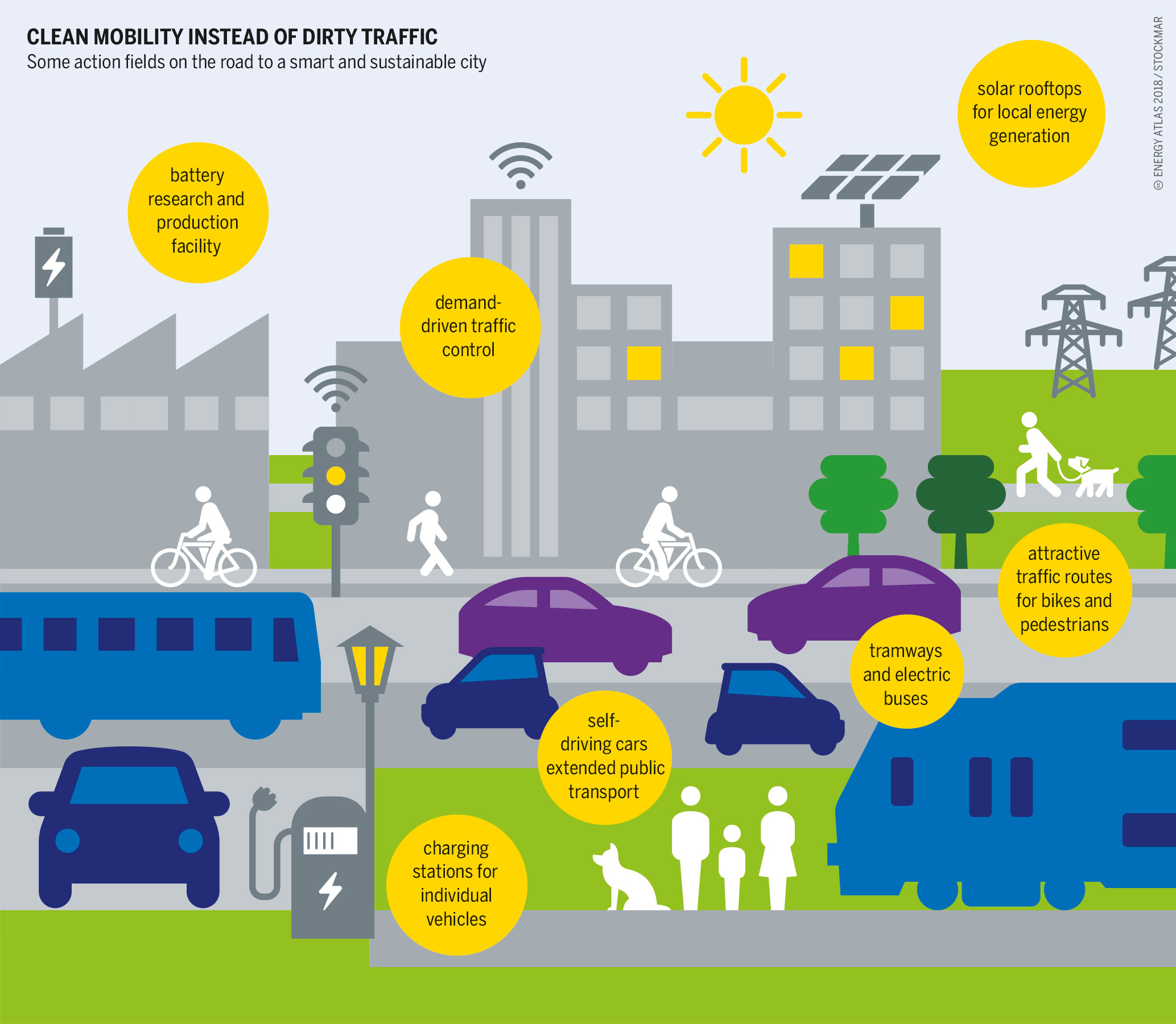
Mobilità intelligente e sostenibile

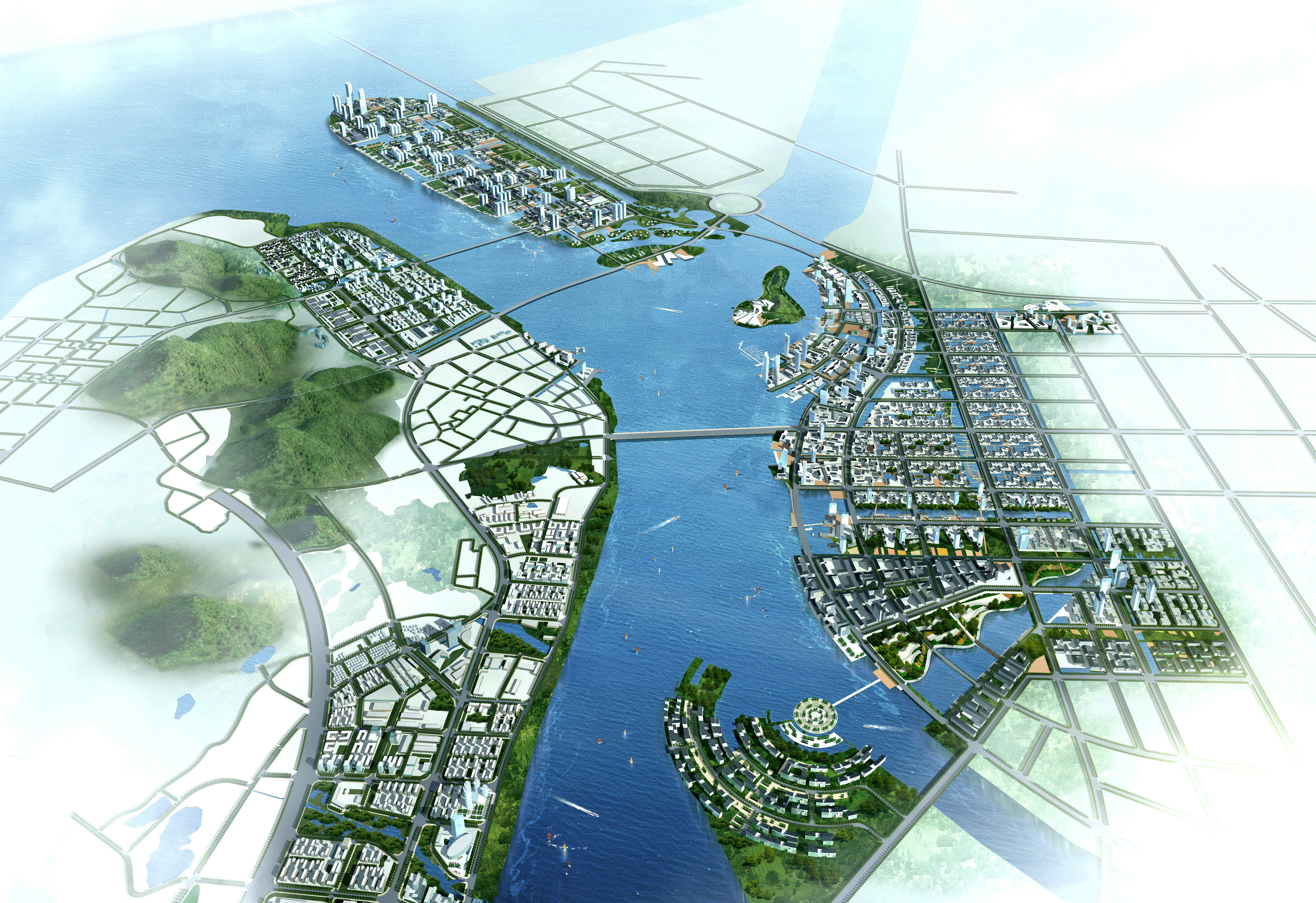
Città intelligente di Nansha a Canton, Cina.

La città intelligente (dall'inglese smart city) in urbanistica e architettura è un insieme di strategie di pianificazione urbanistica tese all'ottimizzazione e all'innovazione dei servizi pubblici così da mettere in relazione le infrastrutture materiali delle città «con il capitale umano, intellettuale e sociale di chi le abita» grazie all'impiego diffuso delle nuove tecnologie della comunicazione, della mobilità, dell'ambiente e dell'efficienza energetica, al fine di migliorare la qualità della vita e soddisfare le esigenze di cittadini, imprese e istituzioni.
Le prestazioni urbane dipendono non solo dalla dotazione di infrastrutture materiali della città (capitale fisico), ma anche, e sempre di più, dalla disponibilità e qualità della comunicazione, della conoscenza e delle infrastrutture sociali (capitale intellettuale e capitale sociale). Quest'ultima forma di capitale in particolare è determinante per la competitività urbana.
Il concetto di città intelligente è stato introdotto in questo contesto come un dispositivo strategico per contenere i moderni fattori di produzione urbana in un quadro comune e per sottolineare la crescente importanza delle tecnologie dell'informazione e della comunicazione (TIC), del capitale sociale e ambientale nel definire il profilo di competitività delle città, muovendosi verso la sostenibilità e verso misure ecologiche sia di controllo sia di risparmio energetico, ottimizzando le soluzioni per la mobilità e la sicurezza. Il significato dei due assetti (del capitale sociale e di quello ambientale) evidenzia la necessità di un lungo cammino da compiere per distinguere le città intelligenti o smart da quelle con maggior carico tecnologico, tracciando una linea netta tra di loro, ciò che va sotto il nome rispettivamente di città intelligenti e di città digitali.
Il termine smart city è stato utilizzato anche dalle aziende e dalle città come concetto di marketing.

## Descrizione
Il progetto nasce a livello mondiale, con la città di Rio de Janeiro che svolge il ruolo di pioniere dei primi esempi di implementazione intelligente delle tecnologie al fine di migliorare la vita dei cittadini. In quel contesto si è iniziato a usare l'aggettivo "smart" (2010). L'Unione europea (UE) prevede per la realizzazione delle "città intelligenti" una spesa totale di 12 miliardi di euro in un arco di tempo che si estendeva fino al 2020, nell'ambito del progetto Eu smart city, con lo scopo di stimolare le città e le regioni ad impegnarsi per il miglioramento dell'ambiente cittadino.
Gli investimenti in conto capitale sono volti a finanziare (o quanto meno stimolare) i progetti delle città europee che ambiscono a divenire "smart". Tali progetti sono rivolti all'ecosostenibilità dello sviluppo urbano, alla diminuzione di sprechi energetici ed alla riduzione drastica dell'inquinamento grazie anche ad un miglioramento della pianificazione urbanistica e dei trasporti.

### Definizione
Una città può essere definita intelligente, o smart, quando gli investimenti effettuati in infrastrutture di comunicazione, tradizionali (trasporti) e moderne (TIC), riferite al capitale umano e sociale, assicurano uno sviluppo economico sostenibile e un'alta qualità della vita, una gestione sapiente delle risorse naturali attraverso l'impegno e l'azione partecipativa. Per l'economista spagnolo Gildo Seisdedos Domínguez, il concetto di città intelligente è basato essenzialmente sull'efficienza, che a sua volta è basata sulla gestione manageriale, sull'integrazione delle TIC e sulla partecipazione attiva dei cittadini. Ciò implica un nuovo tipo di governance con il coinvolgimento autentico del cittadino nella politica pubblica.
Le città intelligenti possono essere identificate (e classificate) secondo sei assi o principali:
- economia intelligente
- mobilità intelligente
- ambiente intelligente
- persone intelligenti
- vita intelligente
- governance intelligente

Questi sei assi si collegano alle tradizionali teorie regionali e neoclassiche della crescita urbana e dello sviluppo. In particolare, gli assi sono basati rispettivamente sulle teorie della competitività regionale, dei trasporti e delle TIC economiche, delle risorse naturali, del capitale umano e sociale, della qualità della vita e della partecipazione dei cittadini nel governo delle città.
Si insiste sul fatto che le smart city sono definite dal loro livello di innovazione e dalla loro capacità di risolvere problemi e l'uso delle TIC migliora queste caratteristiche. L'intelligenza sta nella capacità di risolvere i problemi di queste comunità ed è legata all'uso di tecnologie per risolverli. In questo senso, l'intelligenza è una qualità interiore di ogni territorio, in ogni luogo, città o regione in cui i processi di innovazione sono facilitati dalle tecnologie dell'informazione e della comunicazione. Ciò che varia è il grado di intelligenza, a seconda della persona, del sistema di cooperazione, delle infrastrutture digitali e degli strumenti che una comunità è in grado di offrire ai suoi abitanti (N. Komninos).
La definizione "città intelligente" tuttavia è ancora un concetto piuttosto confuso e viene utilizzata per finalità che non sempre sono coerenti.
Il dibattito scientifico su questo tema si è sviluppato intorno all'innovazione tecnologica e ai sistemi di gestione di spazi e servizi urbani, prendendo in considerazione dapprima i processi di sviluppo che hanno interessato principalmente l’area tecnologica ed energetico-ambientale, per poi coinvolgere progressivamente nelle analisi anche il miglioramento della qualità della vita e la partecipazione dei cittadini. Si tratta di questioni che, originariamente analizzate da parte delle scienze ingegneristiche hanno progressivamente interessato sempre più altre discipline, quali la sociologia, l’economia e la pianificazione territoriale evidenziando come lo sviluppo di una smart city transiti attraverso la contaminazione dei saperi e delle competenze.

### Contesto politico
Il concetto di città intelligente, inteso come la prossima tappa nel processo di urbanizzazione, è diventato molto di moda in questi ultimi anni nell'ambito politico, con l'obbiettivo di operare una distinzione tra città digitale e città intelligente. Il suo obiettivo principale è tuttora comprendere il ruolo delle infrastrutture TIC, ma gran parte della ricerca è stata indirizzata anche al ruolo del capitale umano, alla sua formazione, al capitale sociale e relazionale e all'interesse ambientale come importanti fattori di crescita urbana.
L'Unione europea, in particolare, ha dedicato sforzi costanti a elaborare una strategia per realizzare una crescita urbana intelligente per le sue città-regioni metropolitane. Altre istituzioni internazionali e gruppi di esperti credono in una rete cablata, come forma di sviluppo guidata dalle TIC. L'Intelligent Community Forum produce, ad esempio, la ricerca sugli effetti locali della rivoluzione mondiale delle TIC. L'OCSE e il Manuale EUROSTAT di Oslo sottolineano invece il ruolo di innovazione dei settori TIC e offrono un insieme di strumenti informatici per identificare indicatori coerenti, formando così un solido quadro di analisi sull'innovazione urbana ai ricercatori.
A livello mesoregionale osserviamo una rinnovata attenzione per il ruolo delle infrastrutture di comunicazione soft nel determinare le prestazioni economiche. La disponibilità e la qualità delle infrastrutture TIC non sono però sufficienti per definire una città intelligente o smart. Altre definizioni perciò sottolineano il ruolo del capitale umano, l'istruzione e la formazione nello sviluppo urbano. È stato dimostrato, per esempio, che i tassi di crescita urbana più rapidi sono stati raggiunti in città in cui è disponibile una quota elevata di forza lavoro istruita. L'innovazione è guidata da imprenditori che investono in settori e prodotti che richiedono una forza lavoro sempre più qualificata. Poiché non tutte le città sono ugualmente riuscite a investire nel capitale umano creando una forza lavoro istruita, la "classe creativa", nel tempo, si è concentrata spazialmente. Questa tendenza delle città a divergere in termini di capitale umano, attraendo i creativi, ha attirato l'attenzione dei ricercatori e dei responsabili politici. Si scopre che alcune città dotate già in passato di una forza lavoro qualificata sono riuscite ad attirare manodopera più preparata, mentre città che non avevano tali caratteristiche non sono riuscite a farlo. I responsabili politici, in particolare quelli europei, hanno più probabilità di attribuire un peso coerente all'omogeneità spaziale; in queste circostanze il progressivo concentramento urbano del capitale umano è perciò una delle principali preoccupazioni.

### Strategia per la realizzazione
Una "città intelligente" sfrutta le opportunità che le TIC offrono, un approccio che implica lo sviluppo urbano integrato. Creazione di città d'affari amichevoli, in modo da attrarre nuove imprese. I dati mostrano che le città business-oriented sono, infatti, tra quelle con un soddisfacente rendimento socio-economico. A tal fine, le città possono progettare parchi commerciali come "città intelligenti": Kochi, Malta e Dubai sono alcuni esempi.
La capacità di intelligenza locale è legata a quella dell'economia basata sulla conoscenza.
L'innovazione e la tecnologia sono i principali motori della crescita e un'intelligenza collettiva della comunità sottolinea l'importanza delle reti;
Questo richiede un paradigma di pianificazione pertinente simile al concetto correlato di "città intelligenti" Attraverso lo sviluppo di cluster e ancor più di città intelligenti, è possibile mettere insieme territori per attivare meccanismi di innovazione di dimensioni globali per innovare i loro sistemi e i loro uffici.

### Il punto sullo sviluppo delle infrastrutture
La definizione smart city o "città intelligente" è centrata sulla "utilizzazione di infrastrutture di rete per migliorare l'efficienza economica e politica e consentire lo sviluppo sociale, culturale e urbano", in cui il termine infrastruttura indica i servizi alle imprese e alla residenza, per il tempo libero, la qualità di vita e le TIC (telefoni fissi e mobili, TV satellitare, reti informatiche, commercio elettronico, servizi internet). Essa porta in primo piano l'idea di una città cablata come il modello di sviluppo principale della connettività e come fonte di sviluppo. La criticità presente nell'high-tech e nelle industrie creative è caratterizzata nel lungo periodo dalla crescita urbana. Nella ricerca di Richard Florida, lo studioso statunitense che si occupa di creatività e rigenerazione urbana, l'idea di base è che le "professioni creative sono in crescita e che le imprese ora si orientano ad attrarre 'il creativo' ". Mentre la presenza di una forza lavoro creativa e qualificata non garantisce prestazioni urbane, in un'economia sempre più globalizzata e ad alta intensità di conoscenza, questi fattori determinano sempre il successo delle città.

### Un approccio alle città inclusive e sostenibili
Un approccio alternativo è dato da una profonda attenzione al ruolo del sociale e del capitale relazionale nello sviluppo urbano. Pertanto una città intelligente dovrà essere una città la cui comunità ha imparato ad apprendere, adattarsi e innovare. Questo può includere una forte attenzione al fine di conseguire l'inclusione sociale nei servizi pubblici dei residenti urbani (smart card ad esempio di Southampton) e rafforzare la partecipazione dei cittadini alla co-progettazione.
La sostenibilità in generale è vista come un'importante componente strategica della città intelligente. Il passaggio verso la sostenibilità sociale può essere inteso nella integrazione delle tecniche di partecipazione, come ad esempio la consultazione on-line e la co-progettazione delle modifiche ai servizi, per incentivare la partecipazione degli utenti come cittadini nel processo di democratizzazione sulle decisioni in merito ai futuri livelli di prestazione.

La sostenibilità ambientale è importante in un mondo dove le risorse sono scarse e dove le città stanno sempre più basando il loro sviluppo e la loro ricchezza sul turismo e sulle risorse naturali: il loro sfruttamento deve garantire l'uso sicuro e rinnovabile del patrimonio naturale. Questo ultimo punto è legato al business che ha portato allo sviluppo, in quanto il sapiente equilibrio di misure che promuovano la crescita da un lato e la tutela dei deboli dall'altro è una pietra miliare per lo sviluppo urbano sostenibile.

### Critiche
Le principali criticità generate dallo sviluppo delle città intelligenti sono:
- la sopravvalutazione del loro interesse strategico potrebbe portare ad ignorare vie alternative di sviluppo urbano o alterare profondamente assetti urbani consolidati su pregressi modelli storico-culturali;
- le autorità cittadine potrebbero sottovalutare i rischi di cyber-security legati alla raccolta grandi quantità di dati personali della cittadinanza/utenza;
- il punto centrale del concetto di città intelligente può portare ad una sottovalutazione dei possibili effetti negativi dello sviluppo delle nuove infrastrutture tecnologiche e di rete necessarie ad una città per essere intelligente.[31]

L'idea neo-liberista degli spazi urbani è stata criticata per i rischi potenziali associati al mettere un peso eccessivo sui valori economici come unico motore dello sviluppo urbano. Tra questi possibili modelli di sviluppo, i responsabili politici dovrebbero meglio considerare quelli che discendono non solo da un modello di guida aziendale. Un modello di business globalizzato si basa sulla mobilità del capitale. Un modello di business orientato può tradursi in una perdita di strategia a lungo termine: il professor Robert Holland sostiene che “lo 'spatial fix' significa inevitabilmente che il capitale mobile spesso può 'scrivere le proprie offerte' per venire in città e spostarsi solo quando riceve un'offerta migliore. Questo non è meno vero per la smart city di quanto lo fosse per l'industria, o per la città manifatturiera”.
Un'altra critica al modello della smart city deriva dalla sua origine strettamente legata alle grandi multinazionali del digitale, come IBM e Cisco Systems. A. Vanolo (2013) decostruisce la retorica della smartness mostrando come dietro di essa vi sia il progetto di creazione di una clientela per i prodotti offerti alle città da parte di queste imprese. In oltre, un eccessivo avanzamento tecnologico della città potrebbe influenzare la connessione con utenti ed aziende rischiando di perdere di vista il fine ultimo della città: gli utenti. In questa critica, F. Marchesani (2022, 2023) analizza l'eccessivo sviluppo digitale delle smart city in Italia e la successiva perdita di connessione con i turisti contribuendo all'attuale dibattito sulla relazione tra progressi tecnologici nelle città e le tendenze del turismo intelligente (smart tourism).

## Esempi di tecnologie adottabili

### Reti di sensori wireless per le città intelligenti
Le reti di sensori wireless sono una tecnologia specifica che aiuta a creare città intelligenti. Si tratta di creare una rete di nodi sensori intelligenti in grado di misurare molti parametri per una gestione più efficiente della città. I dati sono resi accessibili, in modalità wireless e in tempo reale, ai cittadini o alle autorità competenti.
Ad esempio, i cittadini possono monitorare la concentrazione di inquinamento in ogni strada della città o possono ottenere gli allarmi automatici quando supera un certo livello. È anche possibile ottimizzare l'irrigazione di parchi o l'illuminazione della città, rilevare perdite d'acqua o ottenere mappe acustiche. I bidoni della spazzatura possono inviare un allarme quando sono vicini ad essere pieni.
Il traffico veicolare può essere monitorato in modo da modificare le luci della città in modo dinamico e può essere ridotto con sistemi che rilevano la più vicina area di parcheggio disponibile. Gli automobilisti possono ottenere informazioni tempestive in modo da poter individuare un parcheggio gratuito ed inserirsi rapidamente, risparmiando tempo e carburante. Queste informazioni possono ridurre ingorghi e inquinamento, migliorando quindi la qualità della vita. Recentemente è stato affermato che, in ragione della natura generatrice di reddito dei parcheggi, i sistemi intelligenti di parcheggio possono essere la base ideale per la creazione di reti wireless municipali.
Queste reti possono essere utilizzate per altri tipi di rilevamento, come l'azienda californiana Streetline la quale ha annunciato che nei primi mesi del 2014 lancerà il proprio portafoglio intelligente di parcheggio, aggiungendo il rilevamento della temperatura della superficie stradale e del rumore.

### Sensori collaborativi online per le piattaforme di gestione dei dati
Sono servizi di banche dati on-line che permettono ai proprietari di sensori di registrare e connettere i loro dispositivi per convogliare i dati in un database online per la loro archiviazione e che consentono agli sviluppatori di connettersi al database e costruire le proprie applicazioni basate anche su tali dati. Gli esempi includono Xively e la piattaforma Wikisensing. Tali piattaforme semplificano la collaborazione online tra utenti su insiemi di dati diversi che vanno dai dati energetici e ambientali alla raccolta dei dati sui servizi di trasporto. Altri servizi permettono agli sviluppatori di incorporare in tempo reale grafici e widget in siti web. È possibile analizzare ed elaborare i dati storici estratti da feed di dati, inviando allarmi in tempo reale da qualsiasi flusso di dati per controllare testi, dispositivi e ambienti.
L'architettura del sistema Wikisensing consente di descrivere i componenti principali di tali sistemi includendo le API e le interfacce per i collaboratori on-line, un middleware contenente la logica aziendale necessaria alla gestione ed all'elaborazione di un sensore dati e di un modello adatto per la memorizzazione efficiente dello stoccaggio e del recupero di grandi volumi di dati.

## Esempi di città smart
Il termine smart city è utilizzato in una varietà di casi; di seguito alcuni esempi:
- Smart City Laguna la prima Smart City in Social Housing al mondo di Planet Smart City vicino a Fortaleza
- Amsterdam
- Cairo
- Trento, prima smart city di medie dimensioni in Italia[41]
- Tokyo

- Smart City di Málaga
- Il municipio di Southampton utilizza il termine per definire l'insieme di servizi accessibili tramite smart card
- Torino
- Cagliari[42][43][44][45]
- Dubai

## Modelli di Smart City[46][47]

### Modello americano
Assi principali
- Ricerca
- Tecnologia
- Globalizzazione

Scala urbana
- Metropoli / Megalopoli

Identità
- Globale

Coinvolgimento dei cittadini
- Medio - basso

Promotori principali della smartness urbana
- Privati: Società ICT,
- Centri accademici di innovazione

### Modello asiatico
Assi principali
- Sperimentazione
- Automazione
- New Town

Scala urbana
- Megalopoli / Gigalopoli

Identità
- Globale

Coinvolgimento dei cittadini
- Basso

Promotori principali della smartness urbana
- Privati: Aziende ICT, Costruttori edili, Finanza
- Pubblico: Governi nazionali

### Modello europeo
Assi principali
- Sostenibilità
- Rigenerazione urbana
- Inclusione sociale

Scala urbana
- Città medie / Città grandi

Identità
- Globale / Europea / Locale (Glo-Cale)

Coinvolgimento dei cittadini
- Medio / Medio - Alto

Promotori principali della smartness urbana
- Pubblico: Unione europea, Reti di città, Università, Comuni

## Tra smart city e smart land[48][49][50]
In Italia il concetto di città intelligente si è ampliato, abbracciando il territorio. Data l'elevata percentuale di città di piccole dimensioni è emerso, accanto al concetto di "smart city", quello di "smart land", che pone l'attenzione sulla possibilità di diffondere la "smartness" urbana non solo a livello di singola città, ma anche di area metropolitana, di area vasta, provinciale, regionale.